# Tiếng Chipewyan
Tiếng Chipewyan (nội danh Dënesųłiné / tènɛ̀sũ̀ɬìnɛ́/)
là ngôn ngữ của người Chipewyan miền tây bắc Canada. Đây là một ngôn ngữ Bắc Athabaska. Dënesųłiné có gần 12.000 người nói tại Canada, chủ yếu tại Saskatchewan, Alberta, Manitoba và Các Lãnh thổ Tây Bắc. Nó có địa vị chính thức tại Các Lãnh thổ Tây Bắc, cùng với 8 ngôn ngữ bản địa khác: tiếng Cree, Dogrib, Gwich'in, Inuktitut, Inuinnaqtun, Inuvialuktun, Bắc Slavey và Nam Slavey.
Đa số người Chipewyan ngày nay dùng "Dené" và "Dënesųłiné" để lần lượt gọi bản thân và ngôn ngữ của họ. Các cộng đồng tại Fond-du-Lac, Black Lake, Wollaston Lake và La Loche nằm trong số này.

## Âm vị

### Phụ âm
Tiếng Chipewyan có 39 phụ âm:
|         |           | Đôi môi | Khe răng | Răng   | Răng    | Chân răng | Ngạc mềm/Lưỡi gà | Ngạc mềm/Lưỡi gà | Thanh hầu |
| trung   | cạnh lưỡi | Đôi môi | Khe răng | thường | môi     | Chân răng |                  |                  | Thanh hầu |
| ------- | --------- | ------- | -------- | ------ | ------- | --------- | ---------------- | ---------------- | --------- |
| Mũi     | Mũi       | m       |          | n      |         |           |                  |                  |           |
| Tắc     | plain     | b p     |          | d t    |         |           | g k              | gw kʷ            |           |
| Tắc     | bật hơi   |         |          | t tʰ   |         |           | k kʰ             | kw kʷʰ           |           |
| Tắc     | tống ra   |         |          | tʼ     |         |           | kʼ               | kwʼ kʼʷ          | ɂ ʔ       |
| Tắc xát | plain     |         | ddh tθ   | dz ts  | dl tɬ   | j tʃ      |                  |                  |           |
| Tắc xát | bật hơi   |         | tth tθʰ  | ts tsʰ | tł tɬʰ  | ch tʃʰ    |                  |                  |           |
| Tắc xát | tống ra   |         | tthʼ tθʼ | tsʼ    | tłʼ tɬʼ | chʼ tʃʼ   |                  |                  |           |
| Xát     | vô thanh  |         | th θ     | s      | ł ɬ     | sh ʃ      | hh χ             | hhw χʷ           | h         |
| Xát     | hữu thanh |         | dh ð     | z      | l ɮ     | zh ʒ      | gh ʁ             | ghw ʁʷ           |           |
| Rung    | Rung      |         |          | r      |         |           |                  |                  |           |

### Nguyên âm
Có 6 "dạng" nguyên âm trong tiếng Chipewyan.
|          | Trước | Giữa | Sau |
| -------- | ----- | ---- | --- |
| Đóng     | i     |      | u   |
| Nửa đóng | ë/e e |      | o   |
| Nửa mở   | e ɛ   |      |     |
| Mở       |       | a    |     |

Đa số nguyên âm có thể
- thường ("miệng") hay mũi hóa
- ngắn hay dài

Kết quả, tiếng Chipewyan phân biệt 18 nguyên âm:
|          |          | Trước | Trước | Giữa | Giữa | Sau | Sau |
| ngắn     | dài      | ngắn  | dài   | ngắn | dài  |     |     |
| -------- | -------- | ----- | ----- | ---- | ---- | --- | --- |
| Đóng     | miệng    | i     | iː    |      |      | u   | uː  |
| Đóng     | mũi      | ĩ     | ĩː    |      |      | ũ   | ũː  |
| Nửa đóng | Nửa đóng | e     |       |      |      | o   |     |
| Nửa mở   | miệng    | ɛ     | ɛː    |      |      |     |     |
| Nửa mở   | mũi      | ɛ̃     | ɛ̃ː    |      |      |     |     |
| Mở       | miệng    |       |       | a    | aː   |     |     |
| Mở       | mũi      |       |       | ã    | ãː   |     |     |

Tiếng Chipewyan có 9 nguyên âm đôi, tạo thành theo dạng nguyên âm + /j/ (âm lướt).
|       | Trước | Trước | Giữa | Giữa  | Sau | Sau |
| miệng | mũi   | miệng | mũi  | miệng | mũi |     |
| ----- | ----- | ----- | ---- | ----- | --- | --- |
| Đóng  |       |       |      |       | uj  | ũj  |
| Nửa   | ej    | ẽj    | əj   |       | oj  | õj  |
| Mở    |       |       | aj   | ãj    |     |     |

### Thành điệu
Ngôn ngữ này phân biệt giữa hai thanh: cao và thấp.